# Hauseck (Etzelwang)

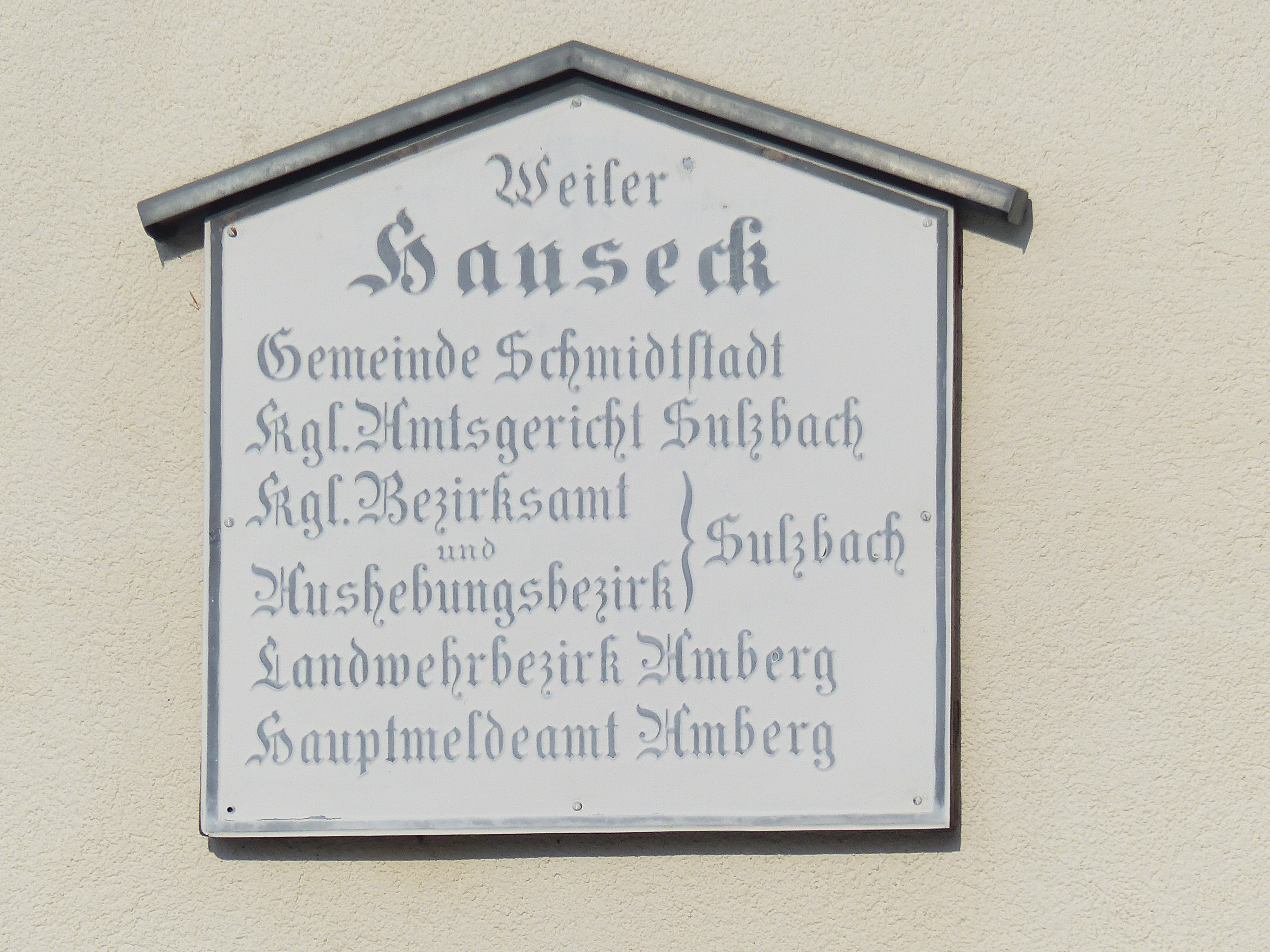
Historische Ortstafel von Hauseck

Hauseck ist ein im östlichen Bereich der Hersbrucker Alb gelegener bayerischer Weiler im Landkreis Amberg-Sulzbach.

## Geografie
Die Ortschaft ist einer von 14 Ortsteilen der im westlichen Teil der Oberpfalz gelegenen Gemeinde Etzelwang. Sie befindet sich etwa dreieinhalb Kilometer nordwestlich des Ortszentrums von Etzelwang und liegt auf einer Höhe von 537 m ü. NHN.

## Geschichte
Der Kristallisationskern für die Entstehung der kleinen Ortschaft war die 1338 zum ersten Mal erwähnte Burg Hauseck. Spätestens um das Jahr 1500 gelang es dem Rat der Reichsstadt Nürnberg die Nutzungsrechte über die Befestigungsanlage zu erlangen. Einige Jahre später wurde die Burg im Landshuter Erbfolgekrieg von kurpfälzischen Truppen eingenommen, den nürnbergischen Streitkräften gelang es im weiteren Verlauf des Krieges aber, diese wieder zurückzuerobern. Im Jahr 1507 konnte die Burg von der Reichsstadt käuflich erworben werden, die daraus einige Jahre später das Pflegamt Hauseck bildete. Dieses bestand lediglich aus dem kleinen Ort Hauseck und der Burg, sowie aus den umliegenden Flurgebieten. Der von der Reichsstadt zur Administrierung des Gebietes eingesetzte Pfleger residierte auf Burg Hauseck, die allerdings während des zweiten Markgräflerkrieges am 24. Mai 1552 von den Truppen des brandenburg-kulmbachischen Markgrafen Albrecht Alcibiades eingenommen und zerstört wurde. Dessen Ruinen wurden nach dem Ende des Krieges nicht wieder aufgebaut, Hauseck fungierte aber noch ein weiteres halbes Jahrhundert als Sitz des reichsstädtischen Pflegamtes. Zur Einsparung von Verwaltungskosten wurde das Pflegamt Hauseck aber im Jahr 1610 vom Nürnberger Rat aufgehoben und dessen kleines Territorium dem Pflegamt Velden angegliedert. Der lediglich aus drei Anwesen bestehende Ort Hauseck selbst bildete bis zum Ende des Heiligen Römischen Reiches dann nur noch eine vorgeschobene Exklave des reichsstädtischen Landgebietes, die innerhalb des wittelsbachischen Herzogtums Sulzbach lag. Zusammen mit dem verbliebenen Restterritorium der Nürnbergs gelangte Hauseck dann mit der 1806 erfolgten Annexion der Reichsstadt in den Besitz des Königreichs Bayern.
Durch die zu Beginn des 19. Jahrhunderts im Königreich Bayern durchgeführten Verwaltungsreformen wurde Hauseck mit dem zweiten Gemeindeedikt 1818 zum Bestandteil der eigenständigen Landgemeinde Etzelwang, zu der auch noch die Ortschaften Bürtel, Gerhardsberg, Lehendorf, Lehenhammer, Neutras, Penzenhof, Schmidtstadt und Ziegelhütten gehörten. Nur wenig später wurde die Gemeinde Etzelwang 1820/21 allerdings wieder aufgelöst und daraus (mit Ausnahme der beiden Ortsteile Etzelwang und Ziegelhütten) die neue Landgemeinde Schmidtstadt gebildet. Diese hatte ihren Gemeindesitz aber nicht im namensgebenden Ort, sondern in Lehendorf. Im Zuge der in den 1970er Jahren durchgeführten kommunalen Gebietsreform in Bayern wurde die Gemeinde Schmidtstadt (mit Ausnahme von Bürtel) im Jahr 1978 in die Gemeinde Neidstein eingegliedert, die 1983 entsprechend dem größten Ortsteil in Gemeinde Etzelwang umbenannt wurde. Im Jahr 2017 zählte Hauseck elf Einwohner.

## Verkehr
Die Anbindung an das öffentliche Straßennetz wird durch eine Gemeindeverbindungsstraße hergestellt, die bei Hirschbach von der Kreisstraße AS 6 abzweigt und über Schmidtstadt in ostsüdostwärtiger Richtung zur Kreisstraße AS 39 weiterführt. Von dieser zweigt etwa auf halber Wegstrecke eine schmale Straße in nordwärtiger Richtung ab, die am höchstgelegenen Anwesen von Hauseck endet.

## Sehenswürdigkeiten

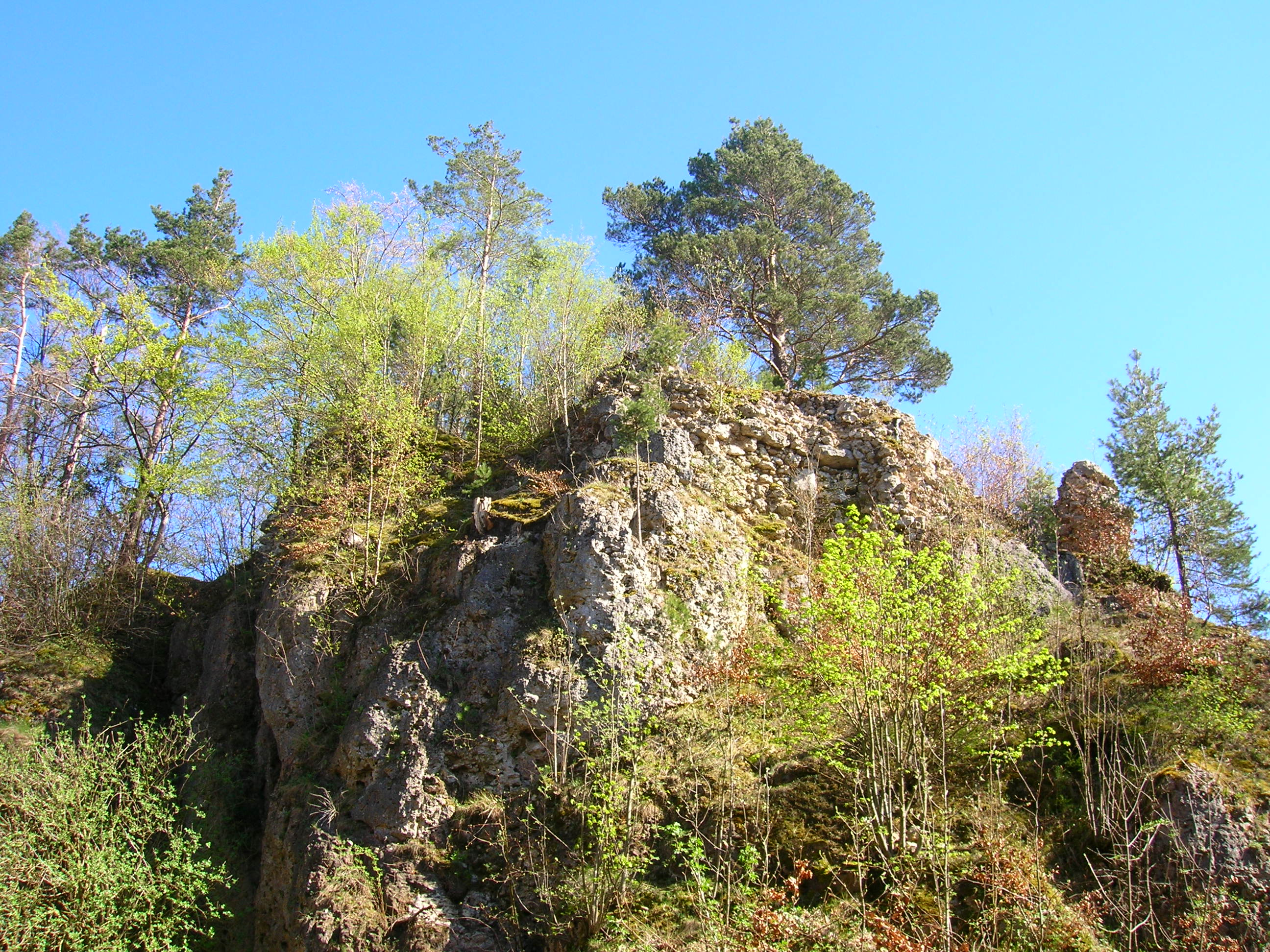
Das Felsriff mit den Überresten der Burg

Direkt oberhalb von Hauseck befindet sich ein Felsriff, auf dem die verbliebenen Mauerreste der Burg Hauseck stehen.
Siehe auch: Liste der Baudenkmäler in Hauseck